# Губанов Яків Іванович
Губанов Яків Іванович (8 січня 1954, Київ — 21 березня 2025, Відень) — український композитор, мистецтвознавець. Кандидат мистецтвознавства (1983). Член Національної спілки композиторів України.

## Біографічні дані
Закінчив композиторський факультет Київської консерваторії (1976, клас А.Штогаренка) та аспірантуру Московської консерваторії (1978, клас О. Пірумова).
З 1979 року — старший викладач, з 1987 р. — доцент кафедри теорії музики Київської консерваторії.
1983 року захистив кандидатську дисертацію («Архітектоніка і процесуальність гармонії Шостаковича», науковий керівник — Н. О. Горюхіна).
У 1990-ті роки читав лекції з проблем сучасної музики в Тель-Авівській музичній академії. Стажувався в Англії.
Жив і працював у Бостоні (США).

## Творчий доробок
6 симфоній (1977-85);
Vorspiel для оркестру (1990);
Концерт для скрипки з оркестром (1990);
камерні і сольні твори для різних складів.
Автор музики до фільму М. Мащенка «Паризька драма» (1983).
Публікації у журналі «Українське музикознавство», Соната № 2 для фортепіано (Сонати українських радянських композиторів для фортепіано. — Вип. 2. — К., 1990), Фантазія та чакона для струнних і органа (К., 1986).